# Équipe d'Écosse de rugby à XV au Tournoi des Cinq Nations 1925
L'équipe d'Écosse a terminé première du Tournoi des Cinq Nations 1925 en réalisant un Grand Chelem, soit quatre victoires pour quatre matches disputés. 
Les rencontres internationales de rugby sont disputées à Inverleith, près d'Édimbourg, jusqu'en janvier 1925. La SFU achète un autre terrain près d'Édimbourg et construit le premier stade de Murrayfield qui est inauguré le 21 mars 1925. En ce début de saison, la Scottish Football Union (SFU) devient la Scottish Rugby Union (SRU).
En 1925, l'Écosse a déjà battu la France à Inverleith (25-4), le pays de Galles à Swansea (24-14) et l'Irlande à Dublin (14-8). Or l'Angleterre de Wavell Wakefield a déjà réalisé le Grand Chelem en 1923 et en 1924. Ils sont les premiers visiteurs à Murrayfield. Une assistance de 70 000 spectateurs assiste à une partie équilibrée, l'Écosse l'emporte 14 à 11 et elle obtient donc son premier Grand Chelem.
L'ailier Ian Smith fait partie des Immortals, cette première équipe écossaise à réussir le Grand Chelem, et sa contribution est énorme : il inscrit huit essais. Ian Smith fait partie de la grande ligne de trois-quarts de l'Université d'Oxford avec George MacPherson, George Aitken et Johnny Wallace. Ian Smith est d'ailleurs codétenteur du record d’essais marqués dans le Tournoi des Cinq/Six Nations avec huit essais marqués en 1925 (quatre contre la France et quatre contre le pays de Galles). Et Ian Smith est de plus le meilleur réalisateur d'essais écossais.

## Équipe d'Écosse
En tout, 18 joueurs ont contribué à ce succès. 

### Avants

#### Première Ligne
- John Buchanan 2 matches
- James Gilchrist 1 match
- Robert Howie 3 matches
- James Ireland 3 matches
- James Scott 4 matches.

#### Deuxième Ligne
- John Bannerman 4 matches
- David MacMyn 4 matches, 1 essai.

#### Troisième Ligne
- Doug Davies 3 matches
- Alexander Gillies 3 matches, 1 essai, 2 transformations
- John Paterson 4 matches.

### Demis

#### Demi de mêlée
- James Nelson 4 matches, 1 essai.

#### Demi d’ouverture
- James Dykes 3 matches, 1 transformation
- Herbert Waddell 2 matches, 2 drops.

### Arrières

#### Trois-quarts centre
- George Aitken 4 matches
- George MacPherson 3 matches, 3 fois capitaine.

#### Trois-quarts aile
- Ian Smith 4 matches, 8 essais
- Johnnie Wallace 4 matches, 6 essais.

#### Arrière
- Dan Drysdale 4 matches, 4 transformations, 1 drop, 1 fois capitaine.

## Résultats
| 24 janvier 1925 Inverleith, Édimbourg  | Écosse         | 25 - 4  | France     |
| 7 février 1925 St Helen's, Swansea     | Pays de Galles | 14 - 24 | Écosse     |
| 28 février 1925 Lansdowne Road, Dublin | Irlande        | 08 - 14 | Écosse     |
| 21 mars 1925 Murrayfield, Édimbourg    | Écosse         | 14 - 11 | Angleterre |

## Classement
Récapitulatif des données chiffrées du Tournoi 1925 :
| Nation         | Rang | J | V | N | D | PP | PC  | Δ   | Pts |
| -------------- | ---- | - | - | - | - | -- | --- | --- | --- |
| Écosse         | 1    | 4 | 4 | 0 | 0 | 77 | -37 | +40 | 8   |
| Irlande        | 2    | 4 | 2 | 1 | 1 | 42 | -26 | +16 | 5   |
| Angleterre     | 2    | 4 | 2 | 1 | 1 | 42 | -37 | +5  | 5   |
| Pays de Galles | 4    | 4 | 1 | 0 | 3 | 34 | -60 | -26 | 2   |
| France         | 5    | 4 | 0 | 0 | 4 | 23 | -58 | -35 | 0   |

- Bien que deuxième, l'Irlande a la défense la plus efficace.
- L'Écosse victorieuse réalise la meilleure attaque ainsi que la plus grande différence de points.

## Points marqués par l'Écosse

### Match contre la France
Rencontre au stade d'Inverleith, arbitrée par E Wheeler et devant 20 000 spectateurs.
- Ian Smith (12 points) : 4 essais
- Johnnie Wallace (6 points) : 2 essais
- Alexander Gillies (5 points) : 1 essai, 1 transformation
- Dan Drysdale (2 points) : 1 transformation.

### Match contre le pays de Galles
- Ian Smith (12 points) : 4 essais
- Johnnie Wallace (6 points) : 2 essais
- Dan Drysdale (6 points) : 1 transformation, 1 drop.

### Match contre l'Irlande
- Herbert Waddell (4 points) : 1 drop
- Johnnie Wallace (3 points) : 1 essai
- David MacMyn (3 points) : 1 essai
- Dan Drysdale (2 points) : 1 transformation
- James Dykes (2 points) : 1 transformation.

### Match contre l'Angleterre
- Herbert Waddell (4 points) : 1 drop
- James Nelson (3 points) : 1 essai
- Johnnie Wallace (3 points) : 1 essai
- Dan Drysdale (2 points) : 1 transformation
- Alexander Gillies (2 points) : 1 transformation.

### Meilleurs réalisateurs
- Ian Smith 24 points
- Johnnie Wallace 18 points
- Dan Drysdale 12 points
- Herbert Waddell 8 points
- Alexander Gillies 7 points
- David MacMyn et James Nelson 3 points
- James Dykes 2 points

### Meilleurs marqueurs d'essais
- Ian Smith 8 essais
- Johnnie Wallace 6 essais